# Polyalthia borneensis
Polyalthia borneensis är en kirimojaväxtart som beskrevs av Elmer Drew Merrill. Polyalthia borneensis ingår i släktet Polyalthia och familjen kirimojaväxter. Inga underarter finns listade i Catalogue of Life.